# Filago arvensis
Pour les articles homonymes, voir Filago.
Espèce
Statut de conservation UICN

 LC  : Préoccupation mineure
Filago arvensis, la Cotonnière des champs ou Immortelle des champs, est une espèce de plantes à fleurs de la famille des Asteraceae.

## Taxinomie
Ce sont des dicotylédones vraies.

## Répartition
L'espèce est trouvée en Europe continentale, en Afrique continentale, incluant l'île de Grande Canarie dans les îles Canaries, et en Asie continentale.

## Statut de protection
L'espèce est évaluée comme non préoccupante à l'échelon français.
Elle est toutefois considérée en danger critique (CR) en Pays de la Loire ; en danger (EN) en Franche-Comté ;  vulnérable (VU) en Alsace, Bourgogne et Lorraine ; quasi menacée (NT), proche du seuil des espèces menacées ou qui pourraient l'être si des mesures de conservation spécifiques n'étaient pas prises, en Aquitaine. Elle a probablement disparu en Champagne-Ardenne. Elle a disparu en Basse-Normandie, Picardie et Nord-Pas-de-Calais.
En Suisse, elle figure parmi les taxons vulnérables (VU) sur la Liste rouge des plantes de Suisse.